# Homorthodes carneola
Homorthodes carneola là một loài bướm đêm trong họ Noctuidae.